# The Master Game
«The Master Game» (с англ. — «Мастерская игра») — телепрограмма Би-би-си, транслировавшая по телевидению шахматные турниры, выпускаемые на канале BBC Two в семи сериях с 1976 по 1983.

## Описание
Представленная Джереми Джеймсом с экспертным анализом Леонарда Бардена, а затем и Уильяма Хартстона, «Мастерская игра» была известна своим новаторским стилем, в котором доска с анимированными фигурками и обозначениями ходов, показанная в левой части телеэкрана, сопровождалась отснятым материалом, в котором игроки размышляют, и их размышления во время игры слышны в закадровой озвучке. В качестве музыкальной темы в более поздних сериях этой программы использовалась версия Disco '78 композиции Эннио Морриконе «Come Maddalena».
Продюсер Master Game Роберт Тонер вспоминал предыдущую работу по освещению матча на первенство мира Фишер-Спасский 1972 года: «Марсланд Гандер, тогдашний телекритик Daily Telegraph, написал:
«То, как представлены партии, когда эксперты стоят перед магнитными досками и передвигают фигуры вручную, показывает, что телевидение не добилось технического прогресса в шахматах за последние двадцать лет.»
Он был прав — с того времени я начал бороться с этой проблемой.»
Результатом стало создание специального пригласительного турнира на выбывание. Игры проводились вне телестудии, сразу после этого производилась аудиозапись мыслей игроков. Позже игроки будут сняты на студийной реконструкции игры, сделанной в соответствии с аудиозаписями. К этому интенсивному и неортодоксальному методу производства добавились новаторские анимационные доски и предметы, созданные дизайнером Джоном Боуном и техническими специалистами BBC Bristol. Этот эффект был достигнут с помощью стеклянного шахматного стола, на котором ходы делал игрок в плаще и перчатках. Символы фигур, видимые на экране, на самом деле находились на нижней стороне самих фигур, которые были сняты снизу в отражении, чтобы исправить возникающее в результате переворот влево/вправо. В дополнение к этому эксперт-комментатор мог использовать электронную указку, подсвечивающую квадраты для графического обозначения обсуждаемых идей. Эффект объединения всех этих элементов ранее никогда не достигался и удивительно похож на высококачественную современную мультимедийную презентацию шахмат, созданную в цифровом формате, но при этом был создан с использованием только кукольных техник, гирлянды, зеркал и большого количества редактирования.
В дальнейшем телепередача вышла на дисках DVD.